# Védská astrologie
Védská astrologie (sanskrt: ज्योतिष džjótiša, z džjótis – „světlo, nebeské těleso“) je starobylý indický systém astronomie a astrologie známý též jako indická či hindská astrologie.
Védský systém astrologie je jednou ze šesti kategorií védángy, souboru pomocných disciplín pro studium Véd. Z historického hlediska byla a dosud je součástí holistického tradičního způsobu života v Indii a její popularita daná vysokou přesností je v posledních letech na vzestupu i mimo Indii. Nebeská tělesa podle ní nemají na pozemské dění kauzální vliv, protože slouží jen jako ukazatele (jako vhodná analogie se někdy uvádějí dopravní značky). Umožňuje porozumět roli karmy v životě jednotlivce a kolektivu vyjádřené prostřednictví nebeských těles a nabízí způsoby, jak negativní události odvrátit či omezit.

## Texty
Mezi klasické texty patří: Parášara Muni - Brhat Parášara Hora Šástra, Ududaja Pradípa (neboli Laghu Džátaka), atd.; Džaiminiho Sútry; Satjáčárja - Satjadžátakam; Varáha Mihira - Brhat Samhita, Brhat Džátaka, Daivagja Vallabha, Paňča-Siddhántika, atd.; Prithujašas - Hora Sára, Šatpaňčašikha; Kaljána Varma - Sáravalí; Vaidjanátha Díkšita - Džátakaparidžáta; Vjenkatéš Šarma - Sarvartha Čintámani; Mantréšvara - Phaladípiká.
Další texty: Hora Ratna, Čamatkár Čintámani, Šambhu Hora Prakáša, Sánketa Nidhi, Džátaka Tattva, Džátaka Déša Márga, Bhavarta Ratnákara, Sphudžidhvadža - Javana Džátaka, atd.
V sanskrtu, tamilštině, telegu, grantha a dalších jazycích existuje mnoho dalších textů.
V džátace (nativní astrologii) se za nejdůležitější považují Brhat Parášara Hora Šástra, Brhat Džátaka, Hora Sára, Sáravalí, Džátakaparidžáta a Sarvartha Čintámani.
Z autorů moderních textů se někteří drželi klasické tradice, zatímco jiní byli synkretisté a eklektici.